# Distrito electoral de Friend (condado de Saline, Nebraska)
Friend (en inglés: Friend Precinct) es un distrito electoral ubicado en el condado de Saline en el estado estadounidense de Nebraska. En el Censo de 2010 tenía una población de 116 habitantes y una densidad poblacional de 1,27 personas por km².

## Geografía
Friend se encuentra ubicado en las coordenadas 40°39′30″N 97°19′24″O / 40.65833, -97.32333. Según la Oficina del Censo de los Estados Unidos, Friend tiene una superficie total de 91.1 km², de la cual 90.97 km² corresponden a tierra firme y (0.15%) 0.13 km² es agua.

## Demografía
Según el censo de 2010, había 116 personas residiendo en Friend. La densidad de población era de 1,27 hab./km². De los 116 habitantes, Friend estaba compuesto por el 95.69% blancos, el 0.86% eran afroamericanos, el 0.86% eran de otras razas y el 2.59% pertenecían a dos o más razas.